# Lazo Sredanović
Lazo Sredanović (serbisk kyrilliska: Лазо Средановић) född 19 september 1939 i Nikšić i Montenegro (dåvarande Jugoslavien), död  11 oktober 2022, var en serbisk serieskapare och karikatyrtecknare. 
Han var skapare av bland annat Dikan (serieförfattare: Nikola Lekić, Slobodan Ivkov och Milenko Maticki), en serie om en tidig slavisk scout som beskrivits som en jugoslavisk "Asterix". Serien debuterade 1969.